# 伊藤雅雪
伊藤 雅雪（いとう まさゆき、1991年1月19日 - ）は、日本の元プロボクサー。東京都江東区出身。横浜光ボクシングジム所属。元WBO世界スーパーフェザー級王者。
以前は伴流ボクシングジムに所属していた。トレジャーボクシングプロモーションを主宰している。

## 来歴
幼少期からスポーツが得意だった。高校まではバスケットボール部に所属しており、駒澤大学高等学校にはバスケットボール推薦で進学している。
高3のインターハイ予選で敗退し引退すると、中学時代からK-1が好きで魔裟斗に憧れていた伊藤は、両親に格闘技を習うことを反対されながらも、月謝は自分で払うからと、ボクシングジムに入門。当初はプロライセンス取得が目的で試合をするつもりはなく、プロのライセンスを持っていればカッコいいかな程度の軽い気持ちだった。
ジム入門から7カ月、駒澤大学在学中の2009年5月26日にプロデビュー。
プロ2戦目のわずか1週間前、原付バイクを運転中に居眠り運転の車に追突され、一命は取り留めるが、右足首、腰、両手を骨折。担当医からは「ボクシングは難しい」と引退勧告を受けた。
2011年9月28日、第68回東日本新人王トーナメントフェザー級部門準決勝で溜田剛士と対戦し、4回1-1（38-37、37-38、38-38）の判定で引き分けたが規定により決勝進出を逃した。
2012年11月4日、第69回東日本新人王トーナメントフェザー級部門決勝で山尾和幸と対戦し、5回3-0（49-47×2、49-46）の判定勝ちを収め東日本新人王の座を射止めた。
2012年12月16日、第59回全日本新人王決勝戦フェザー級部門決勝で坂晃典と対戦し、5回3-0（49-46、48-47×2）の判定勝ちを収め「大学生無敗対決」を制し、全日本新人王の座を射止めた。
2013年9月30日、WBC世界ライト級ユース王座を懸けてジェフリー・アリエンザと対戦し、9回にカウンターでダウンを奪われるも10回に右を決めてラッシュを仕掛け、レフェリーストップに追い込み王座獲得に成功した。
2013年12月9日、山田健太郎とのノンタイトル8回戦で2回に右カウンターを浴びせ、相手が倒れるとノーカウントでTKO勝利。
2013年12月11日、同月8日付でWBC世界ライト級ユース王座を返上したと発表した。
2014年4月14日、後楽園ホールで中野和也とスーパーフェザー級8回戦を行い、7回2分12秒KO勝ちを収めた。
2014年7月30日、後楽園ホールで行われた「DANGAN108」で仲村正男と60kg契約8回戦を行い、8回3-0（77-76×2、78-75）の判定勝ちを収めた。8月8日、東日本ボクシング協会の2014年7月度月間敢闘賞に選出された。
2014年11月25日、後楽園ホールで行われた「DANGAN116」でライアン・セルモナと133ポンド契約8回戦を行い、初回2分12秒TKO勝ちを収めた。12月9日、東日本ボクシング協会の2014年11月度月間敢闘賞に選出された。
2015年2月9日、後楽園ホールで日本スーパーフェザー級王者内藤律樹と対戦し、プロ初黒星となる0-2（94-97、95-96、95-95）の判定負けを喫し王座獲得に失敗した。
2015年8月10日、ジョムトーン・チュワタナの王座返上に伴い岩井大とOPBF東洋太平洋スーパーフェザー級王座決定戦を行い、10回2分27秒TKO勝ちを収め王座獲得に成功した。8月28日、東日本ボクシング協会の2015年8月度月間敢闘賞に選出された。
2015年12月14日、後楽園ホールで江藤伸悟と対戦し、12回3-0（118-111が2者、117-111）の判定勝ちを収めOPBF王座の初防衛に成功した。
2016年7月28日、後楽園ホールで行われた「ダイヤモンドグローブ」でアーニー・サンチェスと対戦し、11回1分32秒TKO勝ちを収めOPBF王座の2度目の防衛に成功した。8月10日、東日本ボクシング協会の2016年7月度月間敢闘賞に選出された。
2016年12月31日、大田区総合体育館で行われた「THE BEST OF BEST」でOPBF東洋太平洋王座とWBOアジア太平洋スーパーフェザー級王者渡邉卓也と王座統一戦を行い、12回3-0（117-111×2、118-110）の判定勝ちを収めOPBF王座の3度目の防衛、WBOアジア太平洋王座の獲得に成功した。 
2017年4月13日、後楽園ホールで行われた「ダイヤモンドグローブ」でロレンゾ・ビラヌエバと対戦し、9回1分40秒TKO勝ちを収めWBOアジア太平洋王座の初防衛に成功した。
2017年9月2日、後楽園ホールで行われた「第565回ダイナミックグローブ」でグレン・エンテリナと60.0kg契約10回戦を行い、6回1分32秒TKO勝ちを収めた。
2017年10月3日、OPBF東洋太平洋スーパーフェザー級王座を返上した。
2018年3月3日、後楽園ホールで行われた「ダイナミックグローブ」でベルゲル・プトンと対戦し、9回1分56秒TKO勝ちを収めた。
2018年7月28日にアメリカフロリダ州キシミーのシビックセンターにて、ワシル・ロマチェンコが返上したWBO世界スーパーフェザー級王座の決定戦を同級1位のクリストファー・ディアス（プエルトリコ）と戦い、試合では4回にダウンを奪うなどして優位に進め、3-0（116-111, 117-110, 118-109）の大差判定で勝利して初となる世界王座獲得に成功した。この試合はアメリカではESPN+で中継された。
2018年12月30日、大田区総合体育館にてWBO同級1位のイフゲニー・シュプラコフ（ロシア）と初防衛戦を行い、7回2分11秒TKO勝ちを収め、初防衛に成功した。
2019年4月13日、米大手プロモートトップランク社と1年3試合の3年契約を結んだ。
2019年2月末で伴流ジムとの所属契約が終了したことを受け、5月22日付で横浜光ボクシングジムへ移籍することが決まり同日に日本ボクシングコミッション（JBC）より発表された。
2019年5月25日（現地時間）、米国フロリダ州・キシミーのオセロラヘリテージパークでWBO同級9位のジャメル・ヘリング（アメリカ）を相手に防衛戦を行うも、12回0-3（110-118×2、112-116）で判定負けを喫し、王座から陥落した。
2019年9月13日、後楽園ホールで再起戦としてインドネシアスーパーフェザー級王者のルーベン・マナカネと対戦し、6回1分8秒TKO勝ちを収め、再起に成功した。
2020年2月2日に、中国海口でWBOインターナショナルスーパーフェザー級タイトルマッチとして楊永強と対戦する予定であったが、左上腕部筋肉断裂により中止となった。
2020年12月26日、墨田区総合体育館でOPBF東洋太平洋スーパーフェザー級王者三代大訓とライト級10回戦を行い、10回0-2（94-96×2、95-95）で判定負けを喫した。
2021年7月3日、後楽園ホールで元日本スーパーライト級王者で日本ライト級7位の細川バレンタインと対戦し、8回1分17秒TKO勝ちを収めた。
2022年4月9日、さいたまスーパーアリーナで行われたゲンナジー・ゴロフキン 対 村田諒太戦興行において、東洋太平洋&WBOアジアパシフィック・ライト級王者の吉野修一郎と対戦し、11回2分6秒 0-3(103-106、102-107×2)負傷判定負けとなった。
2022年7月28日、現役引退を発表。
2022年9月2日、日テレジータス「ダイナミックグローブ」にてゲスト解説。
2022年10月17日、トレジャーボクシングプロモーション（TREASURE BOXING PROMOTION、TBプロモーション）を設立して代表に就任すると発表した。なお、この時点ではJBCにプロモーターライセンス申請中の段階であるため、ライセンス取得までは韓国やフィリピンなどアジア各国で興行を打つ予定である。
2022年10月22日、後楽園ホールで引退式を行った。
2022年12月3日、仁川・パラダイス・シティにてTBプロモーション興行第1弾となる赤穂亮対ジョンリル・カシメロを開催し、WOWOWにて生中継された。
2023年4月15日、前回に続きパラダイス・シティにてTBプロモーション第2弾を開催し、放映局がU-NEXTに変更された。
2023年5月13日、マニラ・オカダマニラにてTBプロモーション第3弾を開催し、カシメロの凱旋試合が組まれた。
現在はプロモーター業の他にトリミングサロンなどの事業を展開したり、U-NEXTなどのボクシング解説者も務めている。

## TREASURE BOXING
TREASURE BOXINGでは、世界前哨戦をメインに興行を組み立てている。

## 戦績
- プロボクシング：32戦 27勝 (15KO) 4敗 1分

| 戦           | 日付           | 勝敗 | 時間     | 内容         | 対戦相手                       | 国籍           | 備考                                                                                         |
| ------------ | -------------- | ---- | -------- | ------------ | ------------------------------ | -------------- | -------------------------------------------------------------------------------------------- |
| 1            | 2009年5月26日  | ☆    | 4R       | 判定 3-0     | 藤井克成（ヨネクラ）           | 日本           | プロデビュー戦                                                                               |
| 2            | 2010年4月12日  | ☆    | 3R 1:36  | 負傷判定 3-0 | 小澤高広（レパード玉熊）       | 日本           |                                                                                              |
| 3            | 2010年8月9日   | ☆    | 1R 2:34  | TKO          | 高津俊介（全日本P）            | 日本           |                                                                                              |
| 4            | 2010年11月2日  | ☆    | 2R 終了  | TKO          | 加川達志（M.T）                | 日本           |                                                                                              |
| 5            | 2011年9月28日  | △    | 4R       | 判定 1-1     | 溜田剛士（ヨネクラ）           | 日本           | 2011年東日本フェザー級新人王予選                                                             |
| 6            | 2012年5月9日   | ☆    | 3R 0:39  | TKO          | 綱嶋享平（RK蒲田）             | 日本           | 2012年東日本フェザー級新人王予選                                                             |
| 7            | 2012年7月31日  | ☆    | 4R       | 判定 2-1     | 末吉大（帝拳）                 | 日本           | 2012年東日本フェザー級新人王予選                                                             |
| 8            | 2012年9月27日  | ☆    | 4R       | 判定 3-0     | 三浦数浩（ドリーム）           | 日本           | 2012年東日本フェザー級新人王準決勝                                                           |
| 9            | 2012年11月4日  | ☆    | 5R       | 判定 3-0     | 山尾和幸（協栄）               | 日本           | 2012年東日本フェザー級新人王決勝                                                             |
| 10           | 2012年12月16日 | ☆    | 5R       | 判定 3-0     | 坂晃典（仲里）                 | 日本           | 2012年全日本フェザー級新人王決定戦                                                           |
| 11           | 2013年4月8日   | ☆    | 8R       | 判定 3-0     | 増田靖之（石神井S）            | 日本           |                                                                                              |
| 12           | 2013年7月19日  | ☆    | 8R       | 判定 3-0     | 源大輝（ワタナベ）             | 日本           |                                                                                              |
| 13           | 2013年9月30日  | ☆    | 10R 1:22 | TKO          | ジェフリー・アリエンザ         | フィリピン     | WBC世界ライト級ユース王座決定戦                                                              |
| 14           | 2013年12月9日  | ☆    | 2R 0:59  | TKO          | 山田健太郎（全日本P）          | 日本           |                                                                                              |
| 15           | 2014年4月14日  | ☆    | 7R 2:12  | KO           | 中野和也（花形）               | 日本           |                                                                                              |
| 16           | 2014年7月30日  | ☆    | 8R       | 判定 3-0     | 仲村正男（渥美）               | 日本           |                                                                                              |
| 17           | 2014年11月25日 | ☆    | 1R 2:12  | KO           | ライアン・セルモナ             | フィリピン     |                                                                                              |
| 18           | 2015年2月9日   | ★    | 10R      | 判定 0-2     | 内藤律樹（E&Jカシアス）        | 日本           | 日本スーパーフェザー級タイトルマッチ                                                         |
| 19           | 2015年8月10日  | ☆    | 10R 2:27 | TKO          | 岩井大（三迫）                 | 日本           | OPBF東洋太平洋スーパーフェザー級王座決定戦                                                   |
| 20           | 2015年12月14日 | ☆    | 12R      | 判定 3-0     | 江藤伸悟（白井・具志堅）       | 日本           | OPBF防衛1                                                                                    |
| 21           | 2016年7月28日  | ☆    | 11R 1:32 | TKO          | アーニー・サンチェス           | フィリピン     | OPBF防衛2                                                                                    |
| 22           | 2016年12月31日 | ☆    | 12R      | 判定 3-0     | 渡邉卓也（青木）               | 日本           | OPBF・WBOアジアパシフィックスーパーフェザー級王座統一戦 OPBF防衛3・WBOアジアパシフィック獲得 |
| 23           | 2017年4月13日  | ☆    | 9R 1:40  | TKO          | ローレンゾ・ビラヌエバ         | フィリピン     | WBOアジアパシフィック防衛1                                                                   |
| 24           | 2017年9月2日   | ☆    | 6R 1:32  | TKO          | グレン・エンテリナ             | フィリピン     |                                                                                              |
| 25           | 2018年3月3日   | ☆    | 9R 1:56  | TKO          | ベルゲル・プトン               | フィリピン     |                                                                                              |
| 26           | 2018年7月28日  | ☆    | 12R      | 判定 3-0     | クリストファー・ディアス       | プエルトリコ   | WBO世界スーパーフェザー級王座決定戦                                                          |
| 27           | 2018年12月30日 | ☆    | 7R 2:11  | TKO          | エフゲニー・チュプラコフ       | ロシア         | WBO防衛1                                                                                     |
| 28           | 2019年5月25日  | ★    | 12R      | 判定 0-3     | ジャメル・ヘリング             | アメリカ合衆国 | WBO陥落                                                                                      |
| 29           | 2019年9月13日  | ☆    | 6R 1:08  | TKO          | ルーベン・マナカネ             | インドネシア   |                                                                                              |
| 30           | 2020年12月26日 | ★    | 10R      | 判定 0-2     | 三代大訓（ワタナベ）           | 日本           |                                                                                              |
| 31           | 2021年7月3日   | ☆    | 8R 1:17  | TKO          | 細川バレンタイン（角海老宝石） | 日本           |                                                                                              |
| 32           | 2022年4月9日   | ★    | 11R 2:06 | 負傷判定 0-3 | 吉野修一郎（三迫）             | 日本           | OPBF・WBOアジアパシフィックライト級タイトルマッチ                                            |
| テンプレート |                |      |          |              |                                |                |                                                                                              |

## 獲得タイトル
- 第69回東日本新人王トーナメントフェザー級部門優勝
- 第59回全日本新人王決勝戦フェザー級部門優勝
- WBC世界ライト級ユース王座
- OPBF東洋太平洋スーパーフェザー級王座（防衛3=返上）
- WBOアジア太平洋スーパーフェザー級王座（防衛1=返上）
- WBO世界スーパーフェザー級王座（防衛1）